# Ceratopteris oblongiloba
Ceratopteris oblongiloba är en kantbräkenväxtart som beskrevs av Masuyama och Watano. Ceratopteris oblongiloba ingår i släktet Ceratopteris och familjen Pteridaceae. Inga underarter finns listade.